# Saint-Maurice-de-Lignon
Saint-Maurice-de-Lignon ist eine französische Gemeinde mit 2.666 Einwohnern (Stand: 1. Januar 2022) im Département Haute-Loire in der Region Auvergne-Rhône-Alpes. Sie gehört zum Arrondissement Yssingeaux und zum Kantons Monistrol-sur-Loire.

## Geographie
Saint-Maurice-de-Lignon liegt im Velay, einer Landschaft im französischen Zentralmassiv. An der nördlichen Gemeindegrenze verläuft die Loire, im Westen der Ramel und im Osten der Lignon du Velay, die beide in die Loire einmünden.
Saint-Maurice-de-Lignon wird umgeben von den Nachbargemeinden Beauzac im Norden und Nordwesten, Monistrol-sur-Loire im Norden und Nordosten, Blassac im Osten und Nordosten, Grazac im Osten und Südosten, Yssingeaux im Süden sowie Beaux im Westen und Südwesten.
Durch die Gemeinde führt die Route nationale 88.

## Geschichte
Während der Französischen Revolution hieß der Ort lediglich Lignon.

### Bevölkerungsentwicklung
| Jahr                       | 1962 | 1968 | 1975 | 1982 | 1990 | 1999 | 2006 | 2017 |
| Einwohner                  | 1413 | 1429 | 1528 | 1573 | 1635 | 1803 | 2201 | 2597 |
| Quellen: Cassini und INSEE |      |      |      |      |      |      |      |      |

## Sehenswürdigkeiten
- Kirche Saint-Maurice aus dem 19. Jahrhundert
- Kapelle Sainte-Marguerite
- Schloss Maubourg mit Park und Turm der alten Burganlage, im 12. Jahrhundert erbaut, Umbauten bis in das 19. Jahrhundert, seit 2007 Monument historique
- Brücke Confolent

|  |  |